# Turken
För andra betydelser, se Turkisk.

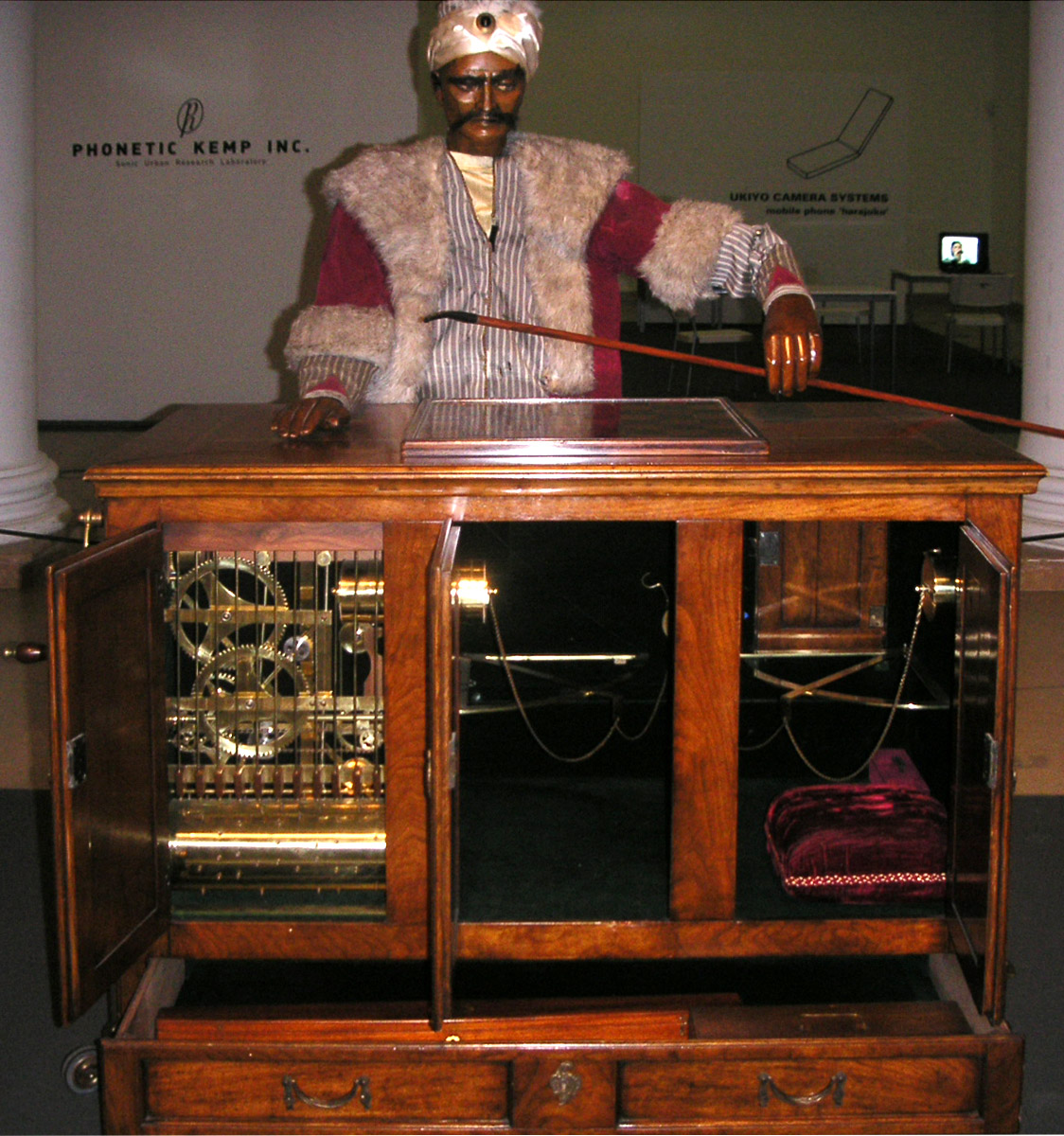
Modern rekonstruktion av Turken.

Turken var en maskin för schack som konstruerades under sent 1700-tal. Maskinen fick sitt namn av en docka som föreställde en turkisk man. Maskinen påstods vara konstruerad för att spela schack, men i själva verket rymde den en människa som styrde dockans arm.